# مجموعه تپه‌های مغولی
مجموعه تپه‌های مغولی مربوط به دوران‌های تاریخی پس از اسلام است و در شهرستان استهبان، روستای ایج واقع شده و این اثر در تاریخ ۱۱ دی ۱۳۸۰ با شمارهٔ ثبت ۴۵۴۱ به‌عنوان یکی از آثار ملی ایران به ثبت رسیده است.